# 科希马
科希马（Kohima），是印度那加兰邦科希马县的一个城镇，也是那加兰邦的首府。总人口99039人（2011年）。

## 人口
该地2001年总人口78584人，其中男性42033人，女性36551人；0—6岁人口10511人，其中男5415人，女5096人；识字率74.99%，其中男性为79.43%，女性为69.87%。
至2011年，该地总人口则为99039人，其中男性51626人，女性47413人。当地平均识字率为90.76%，高于印度全国平均水平（79.55%）。

## 民族
科希马的主要民族是那加人，其中比较多的是那加族的昂纳米人（Angami）、莲玛人（Rengma）等族群。

## 宗教
科希马的宗教 （2011年统计）
根据2011年统计，当地人口中有80.22%的基督教徒，其它宗教包括印度教（16.09%）、伊斯兰教（3.06%）和佛教（0.45%）等。

## 地名由来
Kohima来自当地的昂纳米语（Angami），其中kohi（Kew Hi）指当地的一种植物，ma则指“地方、土地”，Kohima是“kohi花绽放的地方”之意。

## 历史

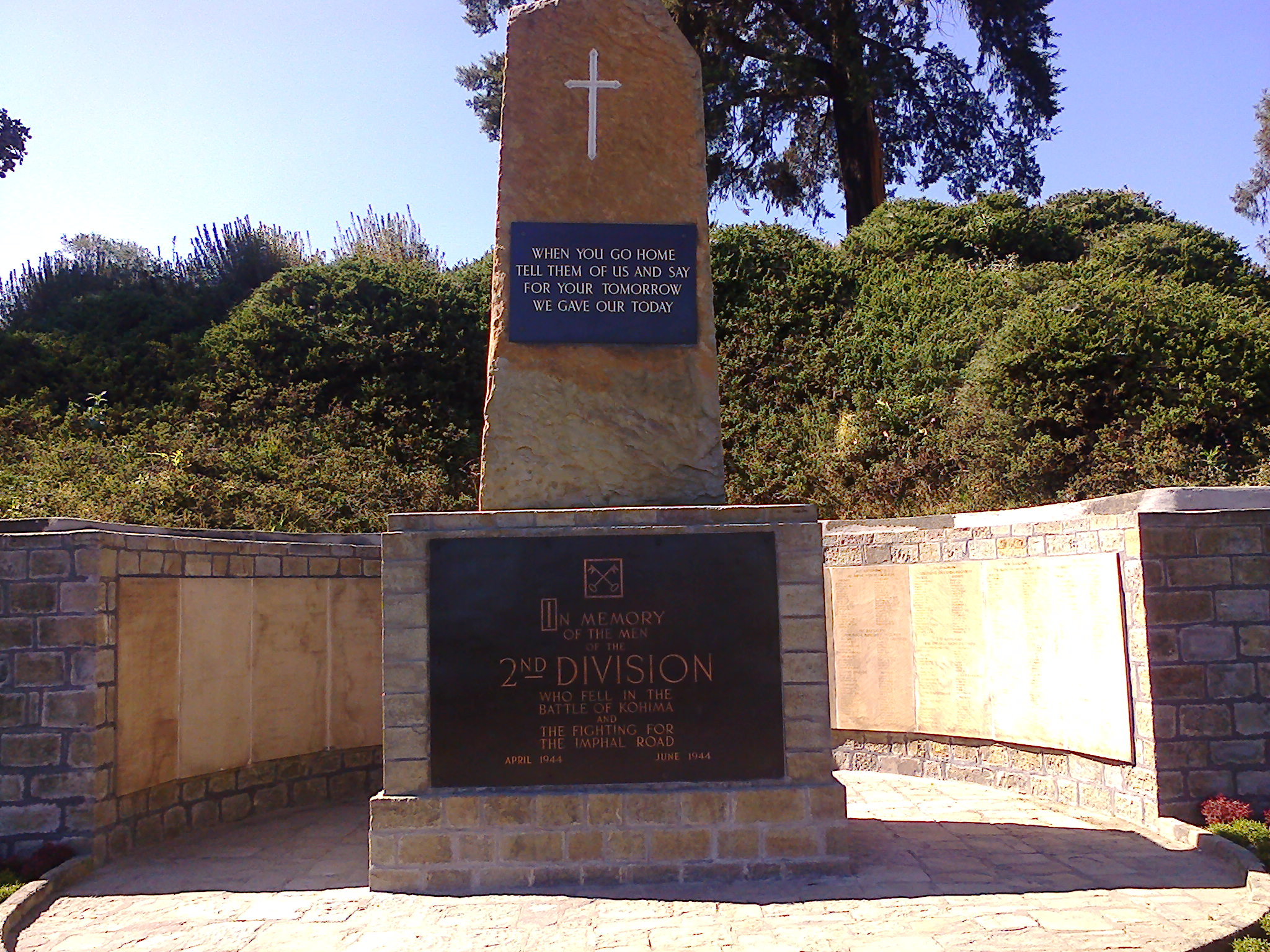
科希马的战争公墓

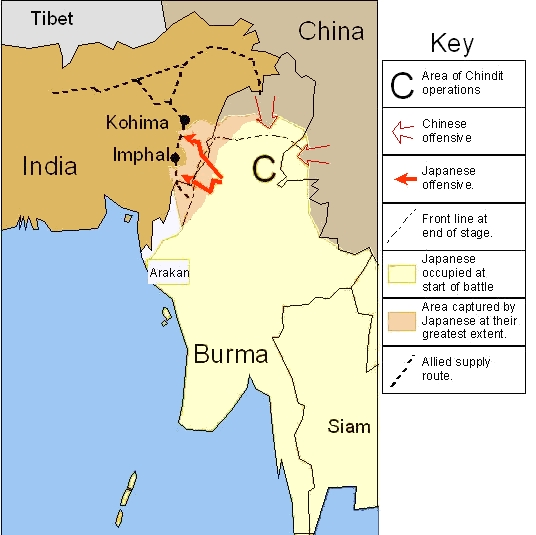
英帕尔战役中日軍進攻計劃示意圖

英国东印度公司的统治在1840年代开始扩张至科希马。
第二次世界大战的英帕尔战役期间，日军和钱德拉·鲍斯领导的印度国民军在科希马（1944年4月4日至6月22日）至英帕尔一带被击败。当地有一个战争公墓纪念此事。
印度独立之后，1963年12月1日那加兰邦成立，科希马成为了那加兰邦的首府。
印度军对与当地居民发生过多次冲突，其中较为著名的有1986年3月20日的事件和1995年科希马大屠杀。